# Label Ville amie des animaux
 (mai 2025).
Le label « Ville amie des animaux » est un titre crée en 2020 par la région Île-de-France et décerné à une ville ou commune, intercommunalité, département ou autre organisation territoriale. 

## Histoire

### Création du label
Le label voit le jour en 2020 en Île-de-France, initié par la région elle-même. Cette création fait suite à un rapport mené par Sylvie Rocard de la Fondation Brigitte Bardot et Sophie Deschiens, alors Déléguée spéciale à l'économie circulaire. Le but est de mettre en lumière les communes franciliennes qui agissent pour le bien-être des animaux de compagnie et luttent contre la maltraitance et les abandons,.
Ce label s'inscrit dans le cadre de la politique « Région Solidaire », lancée en 2018, qui vise à renforcer la solidarité sur le territoire. Un volet est expressément dédié aux animaux de compagnie, reconnaissant leur importance, surtout pour les personnes isolées, précaires, à mobilité réduite ou handicapées. Le rapport insiste sur la nécessité de garantir nourriture, soins et protection aux animaux. Il met aussi en avant les bienfaits de la présence animale, citant une étude de la Fédération française de cardiologie sur la réduction des risques cardiovasculaires chez les propriétaires de chiens.
Le label prend également en considération les coûts liés à l'adoption (alimentation, suivi sanitaire, dressage) et les difficultés pour faire garder les animaux lors de départs. Il répond en outre à la croissance du marché des animaux de compagnie, tout en soulignant que la cause animale est devenue un enjeu sociétal majeur.

### Développement et perspectives nationales
Cette dynamique inspire d'autres régions, comme la région Sud (anciennement Provence-Alpes-Côte d'Azur), qui adopte une démarche similaire la même année. De plus, la Fédération française de la protection animale envisage de créer un label national « Villes et villages amis des animaux », calqué sur le modèle des « Villes et villages fleuris », avec six niveaux de reconnaissance.

## Critères
Les communes souhaitant obtenir le label sont évaluées par un jury composé de personnalités engagées pour la cause animale et de représentants d'associations de protection des animaux. Ce label est attribué selon un système de un, deux ou trois « pattes », reflétant le niveau d'engagement de la municipalité. La démarche s'inscrit dans le cadre de la Déclaration Universelle des Droits de l'animal de 1978,.
Pour l'obtention du label, six critères principaux sont pris en compte :
1. La démarche globale de valorisation communale de la place accordée aux animaux de compagnie
2. Les actions de sensibilisation, d'information et de promotion de cette démarche auprès de la population
3. Le soutien aux associations de protection animale engagées sur le territoire communal
4. La création d'équipements publics
5. Le soutien aux personnes les plus fragiles
6. Les actions de médiation animale

Les villes labellisées doivent également démontrer leur engagement à travers trois axes majeurs, :
1. Promouvoir le respect du bien-être animal
2. Valoriser la place des animaux de compagnie au sein de la ville
3. Renforcer la place de l'animal de compagnie auprès des citoyens fragilisés

## Communes et intercommunalités ayant obtenus le label
En 2021, 44 communes sont labellisées, et 20 obtiennent les encouragements du jury. En 2022, le titre compte 102 communes labellisées.

## Critiques et interrogations sur la transparence
Des associations de protection animale, comme PAZ (Paris Animaux Zoopolis), expriment leurs préoccupations en soulignant que certaines villes détentrices du label continuent d'appliquer des pratiques jugées « préjudiciables aux animaux ». Des exemples cités incluent la ville de Chelles, où un stand proposant des poissons rouges comme lots à la pêche aux canards aurait été maintenu, et la commune de Boulogne-Billancourt, critiquée pour sa pratique de stérilisation chirurgicale des pigeons.
En février 2023, PAZ sollicite la région Île-de-France pour obtenir une copie électronique des documents administratifs relatifs à l'attribution de ce label. Malgré des relances et un avis favorable de la Commission d’Accès aux Documents Administratifs (CADA) rendu en mai 2023, la Région n'aurait pas répondu à ces demandes.